# Hongaren in Slovenië

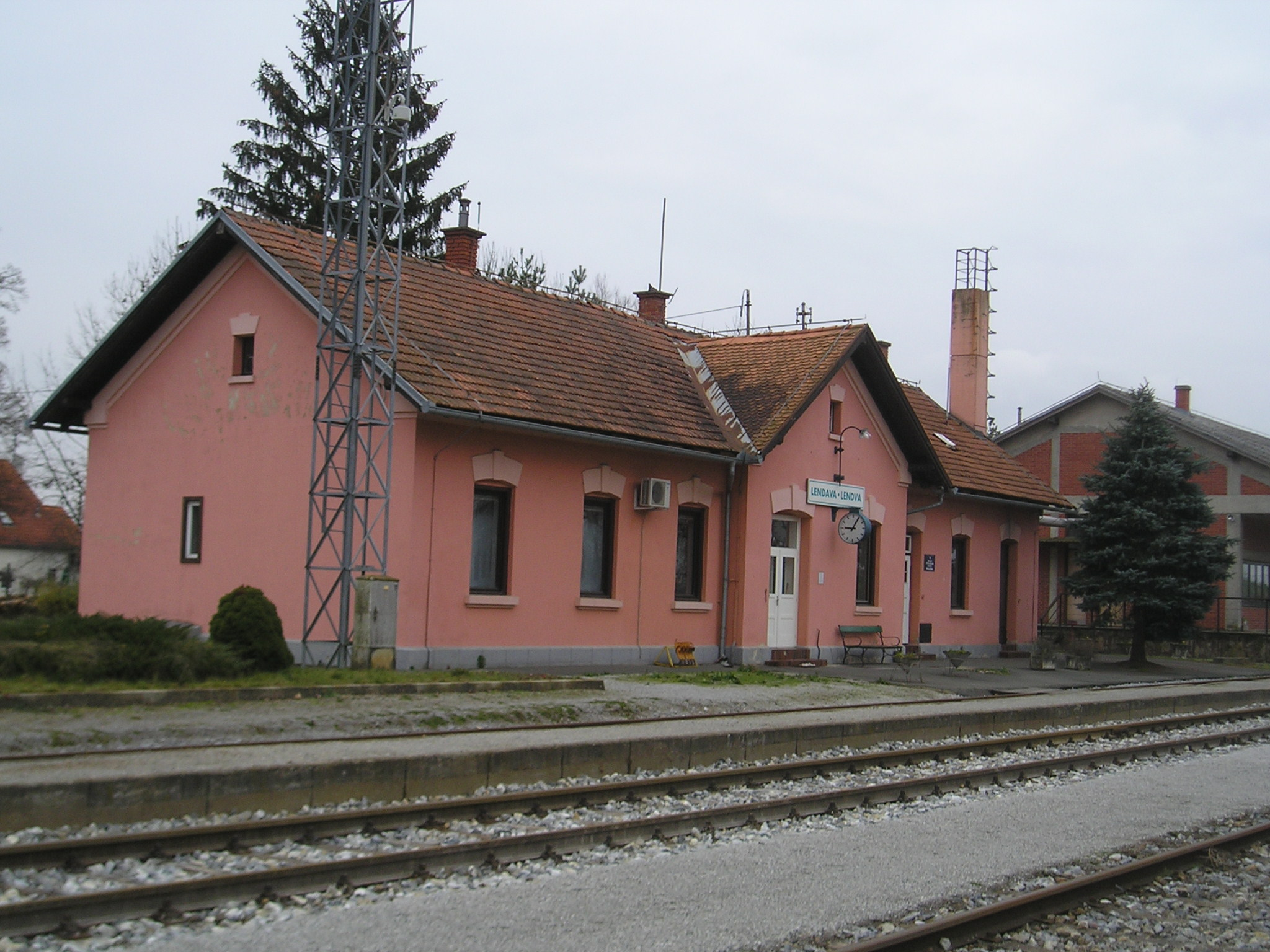
Tweetalig Sloveens-Hongaars opschrift Lendava-Lendva op het treinstation van Lendava

De Hongaarse minderheid in Slovenië bestaat volgens de volkstelling van 2002 uit 6.243 personen. De Hongaren wonen in de regio Prekmurje tegen de Hongaarse staatsgrens in het uiterste noordoosten. In Lendava is 39% van de bevolking etnisch Hongaars.

## Geschiedenis
De huidige regio Prekmurje (Hongaars: Muravidék) behoorde tot 1920 tot het Koninkrijk Hongarije (dat op dat moment geen koning meer kende). De streek was onderdeel van de Hongaarse comitaten Vas en Zala. Daarna werd het deel van het Koninkrijk van Serven, Kroaten en Slovenen, het latere Joegoslavië.
De Hongaren in het gebied werden van de ene op de andere dag staatsburgers van een ander land en daarmee een etnische minderheid buiten de grenzen van Hongarije. In de streek Probaje bleven aan de Hongaarse kant van de grens 5000 Slovenen. Het aantal dorpen met een Hongaarse meerderheid was 28. In 1941 kreeg Hongarije het gebied weer in handen om het in 1945 weer te moeten afstaan.